# Stade Municipal (Kasba Tadla)
Stade Municipal – stadion w Maroku, w mieście Kasba Tadla, na którym gra tamtejszy klub – JS de Kasba Tadla. Mieści 3000 widzów. Jego nawierzchnia jest sztuczna.